# Baron Farnborough
Baron Farnborough war ein erblicher britischer Adelstitel, der zweimal in der Peerage of the United Kingdom verliehen wurde.

## Verleihungen
Erstmals wurde am 8. Juli 1826 der Titel Baron Farnborough, of Bromley Hill Place in the County of Kent, für den Unterhausabgeordneten Sir Charles Long geschaffen. Der Titel erlosch bei dessen kinderlosem Tod am 17. Januar 1838.
In zweiter Verleihung wurde am 1. Mai 1886 der Titel Baron Farnborough, of Farnborough in the County of Southampton, für den Verfassungsrechtler Sir Erskine May geschaffen. Der Titel erlosch nur eine Woche später, als dieser kinderlos am 17. Mai 1886 starb.

## Liste der Barons Farnborough

### Barons Farnborough, erster Verleihung (1826)
- Charles Long, 1. Baron Farnborough (1760–1838)

### Barons Farnborough, zweiter Verleihung (1886)
- Thomas Erskine May, 1. Baron Farnborough (1815–1886)